# Critérium du Dauphiné libéré 1975
La 27e édition du Critérium du Dauphiné libéré a eu lieu du 2 juin au 9 juin 1975. Elle a été remportée par le Français Bernard Thévenet. Il devance au classement général Francesco Moser et Joop Zoetemelk.	

## Classement général final
| Rang | Vainqueur                | Équipe | Pays     | Temps            |
| ---- | ------------------------ | ------ | -------- | ---------------- |
| 1er  | Bernard Thévenet         |        | France   | 35 h 39 min 36 s |
| 2e   | Francesco Moser          |        | Italie   | 4 min 57 s       |
| 3e   | Joop Zoetemelk           |        | Pays-Bas | 4 min 57 s       |
| 4e   | Raymond Poulidor         |        | France   | 5 min 7 s        |
| 5e   | Lucien Van Impe          |        | Belgique | 5 min 34 s       |
| 6e   | Jean-Pierre Danguillaume |        | France   | 6 min 41 s       |
| 7e   | Raymond Delisle          |        | France   | 7 min 56 s       |
| 8e   | Georges Talbourdet       |        | France   | 10 min 15 s      |
| 9e   | André Romero             |        | France   | 10 min 44 s      |
| 10e  | Eddy Merckx              |        | Belgique | 10 min 44 s      |

## Étapes
| Étape      | Date   | Villes étapes                      | type                         | Distance (km) | Vainqueur d'étape   | Leader du classement général |
| ---------- | ------ | ---------------------------------- | ---------------------------- | ------------- | ------------------- | ---------------------------- |
| Prologue   | 2 juin | Annecy – Annecy                    | contre-la-montre par équipes | 8             | Filotex             |                              |
| 1re étape  | 3 juin | Annecy – Mâcon                     | étape de plaine              | 213           | Freddy Maertens     | Freddy Maertens              |
| 2e a étape | 4 juin | Mâcon – Le Creusot                 | étape de plaine              | 93            | Freddy Maertens     | Freddy Maertens              |
| 2e b étape | 4 juin | Le Creusot – Montceau-les-Mines    | étape de plaine              | 113           | Freddy Maertens     | Freddy Maertens              |
| 3e étape   | 5 juin | Montceau-les-Mines – Saint-Étienne | étape de plaine              | 207           | Freddy Maertens     | Freddy Maertens              |
| 4e étape   | 6 juin | Saint-Étienne – Valence            | étape de plaine              | 149           | Freddy Maertens     | Freddy Maertens              |
| 5e étape   | 7 juin | Romans-sur-Isère – Grenoble        | étape de montagne            | 216           | Bernard Thévenet    | Bernard Thévenet             |
| 6e étape   | 8 juin | Grenoble – Briançon                | étape de moyenne montagne    | 185           | Michel Pollentier   | Bernard Thévenet             |
| 7e a étape | 9 juin | Veynes – Avignon                   | étape de moyenne montagne    | 153           | Sigfrido Fontanelli | Bernard Thévenet             |
| 7e b étape | 9 juin | Avignon – Avignon                  | contre-la-montre individuel  | 30            | Freddy Maertens     | Bernard Thévenet             |